# 1er régiment d'infanterie légère
Le 1er régiment d'infanterie légère (1er léger) est un régiment d'infanterie légère de l'armée française créé sous la Révolution à partir du bataillon de chasseurs royaux de Provence, un régiment français d'Ancien Régime lui-même issu du régiment Royal-Italien créé en 1671.

En 1855, il est transformé et prend le nom de 76e régiment d'infanterie.

## Création et différentes dénominations
- 17 mars 1788 : formation des chasseurs royaux de Provence à partir du 1er bataillon du régiment Royal-Italien
- 1791 : renommé 1er bataillon de chasseurs.
- 1795 : devient la 1re demi-brigade légère de première formation
- 1796 : transformé en 1re demi-brigade légère de deuxième formation
- 1803 : renommée 1re régiment d'infanterie légère.
- 12 mai 1814 : pendant la Première Restauration le régiment prend la dénomination de régiment léger du Roi
- 20 avril 1815 : pendant les Cent-Jours il reprend le nom de 1er régiment d'infanterie légère
- 16 juillet 1815 : comme l'ensemble de l'armée napoléonienne, il est licencié à la Seconde Restauration.
- 11 août 1815 : création de la légion des Ardennes.
- 1820 : renommée 1er régiment d'infanterie légère.
- En 1854, l'infanterie légère est transformée, et ses régiments sont convertis en unités d'infanterie de ligne, prenant les numéros de 76 à 100. Le 1er régiment d'infanterie légère prend le nom de 76e régiment d'infanterie de ligne.

## Colonels/chef de brigade
- 13 mai 1788 : lieutenant-colonel Jean-Baptiste Chauvet d'Allons
- 1791 : lieutenant-colonel de Comeyras de Pendemar
- 23 novembre 1791 : Lieutenant-colonel Gaspard Vincent Félix Giacomoni
- 1792 : lieutenant-colonel Jean Joseph Aubry
- 1793 : lieutenant-colonel Antoine Chazault
- 1795 : chef de brigade Delpuech
- 1796 : chef de brigade François Chavardès
- 1796 : chef de brigade Antoine François Lepreux
- 1797 : chef de brigade Joseph Yves Manigault-Gaulois
- 1803 : colonel Charles-François Bourgeois
- 1812 : colonel Louis Marie Pillet
- 1814 : colonel Beurnonville
- 1815 : colonel Amédée Louis Despans-Cubières
- 1816 : colonel d'Eu de Marson
- 1820 : colonel de Revel
- 1826 : colonel d'Eu de Marson
- 1830 : colonel Achille Baraguey d'Hilliers
- 1833 : colonel de Joly
- 1841 : colonel Sauvan
- 1848 : colonel de Julius Richardson de Marguenat
- 1854 : colonel Béchon de Caussade

## Historique des garnisons, combats et batailles du1erléger
Une ordonnance du 18 août 1784 donna lieu à la création de 12 bataillons de chasseurs à pied. Le but primitif de ces corps était d'être attachés aux chasseurs à cheval mais cette première organisation ne subsista que quatre ans. En 1788 on en forma des corps spéciaux qui devaient agir et s'administrer séparément. 

### Chasseurs royaux de Provence (1788-1791)
Le bataillon de chasseurs royaux de Provence, également appelé Royal Provence et chasseurs de Provence, est formé et organisé le 13 mai 1788 à partir du 1er bataillon du régiment Royal-Italien. 
Les chasseurs de Provence étaient en garnison à Antibes dans le Var, avec les chasseurs des Ardennes, sous le commandement supérieur du lieutenant général de Coincy lorsque, le 1er avril 1791, par décret de la Constituante, ils perdirent leur nom pour s'appeler simplement 1er bataillon de chasseurs.

### 1erbataillonde Chasseurs (1791-1795)

#### Guerres de la Révolution et de l'Empire
Le bataillon qui était encore à Antibes, sous les ordres du maréchal de camp du Muy, dédoubla ses compagnies et se réorganisa à 8 compagnies.
Le 14 septembre 1791, le 1er bataillon de chasseurs est envoyé d'Antibes à Monaco.
Le 22 avril 1792, il quitte Monaco et arrive le 23 mai à Collioure qu'il quitte au début de la guerre de la première coalition et arrive à Huningue début août. Le 7 vendémiaire an I (28 septembre 1792), le régiment se trouve à la prise de Spire. Après s'être repositionné sur la Queich le régiment participe aux  siège de Mayence et au combat de Limbourg puis il cantonne dans le Palatinat. Il est ensuite envoyé à l'armée des Pyrénées et rejoint Collioure.
En mars 1793, le bataillon composé de 19 officiers et 188 hommes, est envoyé à Saint-Gaudens où il resta durant 7 mois. Le 30 avril son effectif était de 436 hommes et en juillet il était de 22 officiers et 600 hommes. Il est alors envoyé dans le Val d'Aran pour renforcer la brigade du général Sahuguet et prit part, dans la nuit du 3 au 4 septembre à un combat victorieux contre les avant-postes espagnols.
En octobre, la misère était devenue si grande qu'avec un effectif de 29 officiers et 650 hommes, il ne put fournir que 3 officiers et 52 hommes en état pour faire une expédition contre Esterri d'Àneu et Llavorsí puis de rentrer au Val d'Aran pour y mettre en sureté les prises faites sur les Espagnols. 
Le bataillon, qui compte alors 10 officiers et 700 hommes, qui appartenait à la brigade Beauclair séjourna à Viella jusqu'au 20 janvier 1794 pour rejoindre l'armée des Pyrénées Orientales. Le bataillon arrive à Elne le 2 février avec un effectif de 17 officiers et 352 hommes puis rejoint le camp de l'Union et faisait partie de la brigade Guillot (division Sauret).
Le 10 floréal an II (29 avril 1794), il se trouve à la bataille de Montesquiou.
Le lendemain, après la victoire du Boulou, le bataillon partant d'Argelès vient se positionner pour assiéger fort Saint-Elme. Après avoir repoussé une sortie des défenseurs, et tenté un assaut le 3 prairial an II (22 mai 1794) les chasseurs sont les premiers à occuper le fort le 7 prairial an II (26 mai 1794) permettant la capitulation de Collioure 9 prairial an II (28 mai 1794). 
Le bataillon reste à la garde du fort Saint-Elme jusqu'au 29 prairial an II (17 juin 1794) date à laquelle il rejoint le gros de l'armée de Dugommier à La Jonquère en se positionnant défensivement à Cantallops pour couvrir le siège du fort de Bellegarde. Le 26 thermidor an II (13 août 1794) le bataillon repousse une colonne de 1 500 Espagnols accompagnés de 100 voitures chargés d'approvisionner le fort.
Du 17 au 20 novembre 1794 le bataillon participe à la bataille de la Montagne Noire

### 1redemi-brigade légère de première formation(1795-1796)
La 1re demi-brigade légère de première formation est formée le 28 prairial an III (16 juin 1795) avec les  :
- 1er bataillon de chasseurs (ci-devant Royal de Provence)
- 8e bataillon de volontaires de la Gironde
- 1er bataillon des Vengeurs levé dans le Midi

### 1redemi-brigade légère de deuxième formation(1796-1803)
La 1re demi-brigade légère de deuxième formation est formée le 9 ventôse an IV (28 février 1796) avec la  :
- 14e demi-brigade légère de première formation (14e bataillon de chasseurs, 5e bataillon de tirailleurs et Bataillon de chasseurs de Mont Cassel)

### 1errégiment d'infanterie légère(1803-1815)
Le 6e jour complémentaire an XI (23 septembre 1803), lors de la réorganisation des corps d'infanterie, le 1er régiment d'infanterie légère est formé, à 3 bataillons, avec la 1er demi-brigade légère de deuxième formation.
Après l'exil de Napoléon Ier à l'île d'Elbe, l'ordonnance royale du 12 mai 1814 qui réorganise les corps de l'armée française le 1er régiment d'infanterie légère prend la dénomination de régiment léger du Roi. Formé à 3 bataillons, il incorpore le 19e régiment d'infanterie légère, le 2e bataillon du 14e régiment de tirailleurs (jeune Garde), 6e bataillon du 17e régiment d'infanterie légère et des détachements des 28e et 31e régiments d'infanterie légère.
À son retour de l'île d'Elbe, le 1er mars 1815, Napoléon Ier prend, le 20 avril 1815, un décret qui rend aux anciens régiments d'infanterie de ligne les numéros qu'ils avaient perdus. Le régiment participe à la campagne de Belgique ou ils sont engagés lors des bataille des Quatre Bras et Bataille de Waterloo. A Waterloo ils se battent dans le secteur d'Hougoumont ou leur colonel est blessé. Le régiment étaient constitué de 3 bataillions de 1888 hommes dont 64 officiers et 1824 hommes.
Après la seconde abdication de l'Empereur, Louis XVIII réorganise de l'armée de manière à rompre avec l'héritage politico-militaire du Premier Empire.
A cet effet une ordonnance du 16 juillet 1815 licencie l'ensemble des unités militaires françaises.

### Légion des Ardennes  (1815-1820)
Par ordonnance du 11 août 1815, Louis XVIII crée les légions départementales. La Légion des Ardennes, qui deviendra le 1er régiment d'infanterie de légère en 1820, est créée.

### 1errégiment d'infanterie légère(1820-1854)
En 1820 une ordonnance royale de Louis XVIII réorganise les corps de l'armée française en transformant les légions départementales régiments d'infanterie de ligne. Ainsi, le 1er régiment d'infanterie légère est formé, à Besançon, avec les bataillons de la légion des Ardennes.
Une ordonnance du 6 septembre 1830 créé le 3e bataillon du 1er léger.
Par décret impérial en date du 24 octobre 1854 le 1er régiment d'infanterie légère prend le numéro 76 et devient le 76e régiment d'infanterie de ligne.

## Personnages célèbres ayant servi au1erléger
- Alfred de Chastellux (1789-1856), haut fonctionnaire et homme politique français du XIXe siècle : capitaine « à la suite » du 1er régiment d'infanterie légère (23 février 1815)
- Général Marie Théodule Leschères (1836-1906), alors capitaine[4]

## Sources et bibliographies
- Un régiment à travers l'histoire, le 76e, ex-1er léger Par Henri Victor Dollin du Fresnel
- Adrien Pascal : Histoire de l'armée et de tous les régiments volume 4
- Émile Ferdinand Mugnot de Lyden : Nos 144 Régiments de Ligne
- Historiques des corps de troupe de l'armée française (1569-1900)
- Les liens externes cités ci-dessous